# 4620 Bickley
4620 Bickley (1978 OK) là một tiểu hành tinh vành đai chính.